# Mount Helios
Mount Helios ist ein 1650 m hoher Berg im ostantarktischen Viktorialand. Im östlichen Teil der Olympus Range ragt er 1,3 km nordöstlich des Mount Theseus auf.
Das Advisory Committee on Antarctic Names benannte ihn 1997 nach Helios, dem Sonnengott aus der griechischen Mythologie.